# Кравченко, Василий Иванович (1924—1982)
Васи́лий Ива́нович Кра́вченко (5 декабря 1924 — 10 сентября 1982) — участник Великой Отечественной войны, стрелок 1077-го стрелкового полка 316-й стрелковой дивизии 46-й армии 2-го Украинского фронта, Герой Советского Союза (1945), рядовой.

## Биография
Родился на юге современной Украины — в селе Высшетарасовка тогдашнего Екатеринославского уезда (Екатеринославская губернии) в крестьянской семье. Украинец. Окончил 7 классов. Работал в колхозе.
В Красной Армии с июля 1944 года. В боях Великой Отечественной войны с сентября 1944 года. Воевал на 2-м и 3-м Украинских фронтах.
Особо отличился при форсировании реки Дунай и в боях за удержание плацдарма на её правом берегу. Стрелок 1077-го стрелкового полка 316-й стрелковой дивизии 46-й армии 2-го Украинского фронта красноармеец Кравченко в ночь на 5 декабря 1944 года, действуя в составе батальона капитана Моженко Ф. У., при форсировании Дуная в районе населённого пункта Тёкёль (15 километров южнее Будапешта, Венгрия) в числе первых достиг правого берега и ворвался во вражескую траншею. Смело и решительно действовал в огневом и рукопашном бою.
В боях по удержанию плацдарма участвовал в отражении шестнадцати вражеских контратак, что способствовало удержанию захваченного плацдарма. Батальон за сутки боёв уничтожил свыше 550 вражеских солдат и офицеров, два шестиствольных миномета, 5 станковых и 12 ручных пулеметов, 2 бронетранспортера и несколько танков. В бою был тяжело ранен.
24 марта 1945 года Указом Президиума Верховного Совета СССР за образцовое выполнение боевых заданий командования на фронте борьбы с немецко-фашистскими захватчиками и проявленные при этом мужество и героизм рядовому Кравченко Василию Ивановичу присвоено звание Героя Советского Союза с вручением ордена Ленина и медали «Золотая Звезда».
После войны младший сержант Кравченко демобилизован. До 1947 года жил в родном селе и работал в колхозе.
В 1949 году окончил двухгодичную сельскохозяйственную школу руководящих кадров колхозов и работал председателем колхоза.
В 1951 году вступил в КПСС.
За трудовые отличия награждён тремя орденами Трудового Красного Знамени, двумя орденами «Знак Почёта», медалями.
Умер 10 сентября 1982 года. Похоронен в посёлке Андреевка Бердянский район, Запорожская область, Украина.

## Награды
- Медаль «Золотая Звезда» (№ 8146) Героя Советского Союза (24.03.1945);
- орден Ленина (24.03.1945);
- три ордена Трудового Красного Знамени;
- два ордена «Знак Почёта».
- Медали, в том числе:
  - юбилейная медаль «За доблестный труд. В ознаменование 100-летия со дня рождения Владимира Ильича Ленина»;
  - медаль «За победу над Германией в Великой Отечественной войне 1941—1945 гг.»;
  - юбилейная медаль «Двадцать лет Победы в Великой Отечественной войне 1941—1945 гг.»;
  - юбилейная медаль «Тридцать лет Победы в Великой Отечественной войне 1941—1945 гг.»;
  - медаль «За взятие Будапешта»;
  - медаль «Ветеран труда»;
  - юбилейная медаль «50 лет Вооружённых Сил СССР»;
  - юбилейная медаль «60 лет Вооружённых Сил СССР».

## Память
- Имя Героя высечено золотыми буквами в зале Славы Центрального музея Великой Отечественной войны в Парке Победы города Москва.
- В посёлке городского типа Андреевка (Бердянский район, Запорожская область, Украина) установлен бюст Героя.